# Astragalus sirinicus
Astragalus sirinicus är en ärtväxtart som beskrevs av Michele Tenore. Astragalus sirinicus ingår i släktet vedlar, och familjen ärtväxter.

## Underarter
Arten delas in i följande underarter:
- A. s. genargenteus
- A. s. sirinicus